# Абика
Абика (на английски: Abika) е ударен кратер на планетата Венера. Той е с диаметър 14,5 km и носи марийското женско име.